# 田野站 (高知縣)

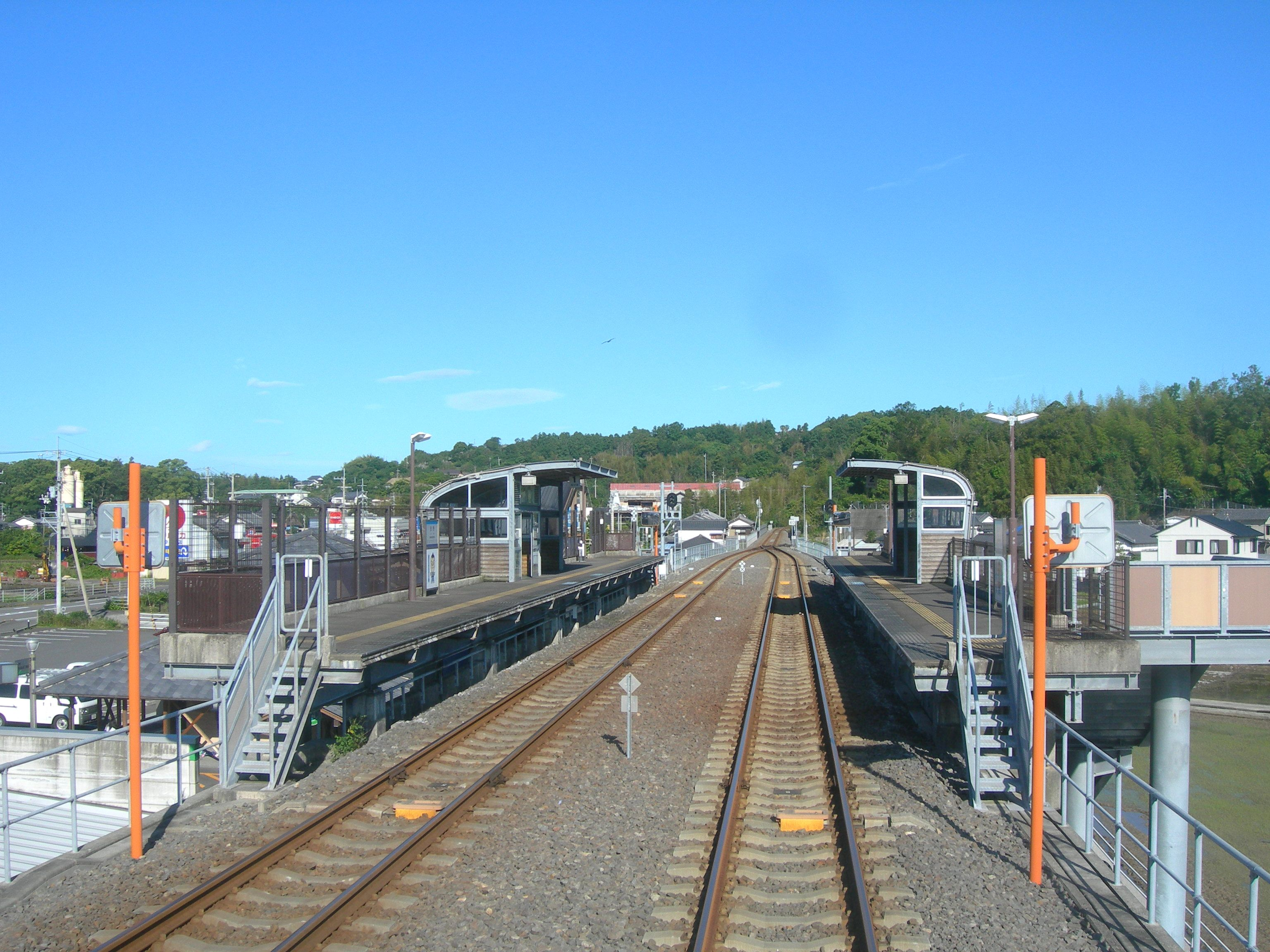
月台（增設升降機後）

田野站（日语：／ Tano eki */?）是位於高知縣安藝郡田野町，土佐黑潮鐵道的後免·奈半利線車站。車站編號為GN22，是田野町的中心車站、也是町內唯一的車站。
最初暫名為「土佐田野站」，並打算設置在靠近奈半利200米處。

## 車站構造
車站是一座高架車站。車站在2002年啟用當時只有樓梯連接月台。在2019年3月16日，安藝方向月台增設升降機，同日開始使用。

### 月台
設有2面2線的側式月台。亦是後免·奈半利線內最後一個列車可交匯車站。
除了安藝站外，此站是唯一不是一線通過結構的列車交會車站。其他車站使用10號轉轍器，此站使用8號轉轍器，因此進站速度為40公里。在信號設備上，1號月台是上下行主本線，2號月台是上下行副本線，兩方向均可進站和出發。在定期列車停靠此站中，於2019年3月15日前月台設有方向性。
上述提及升降機完成後的2019年3月16日起，除了早上2班前往奈半利方向的車輛外，所有列車停靠前安藝方向月台（1號月台）。
此外，車站北邊月台設有候車室。在此站設有2面2線月台的車站中，此站的候車室是唯一沒有門口。
| 月台 | 路線           | 上下行 | 方向                                  | 備註           |
| ---- | -------------- | ------ | ------------------------------------- | -------------- |
| 1    | ■後免·奈半利線 | 下行   | 安藝、後免、經■JR土讚線直通至高知方向 |                |
| 1    | ■後免·奈半利線 | 上行   | 奈半利行向                            | 通常使用此月台 |
| 2    | ■後免·奈半利線 | 上行   | 奈半利方向                            | 早上部分列車   |

### 吉祥物
此站有一隻名為「田野 志士君」的吉祥物。為一個志士風赤土佐勤王黨二十三士作為形象。
該吉祥物設置於物產展（田野站屋）前方。
原本此站的吉祥物的形象是杉木，並名為「田野杉尾君」，但是由於沿線首長表示與形象不同而變為現時的吉祥物。

## 歷史
- 2002年7月1日：車站啟用。
- 2019年3月16日：安藝方向的月台上增設了升降機，同日開始運作。除了早上2班前往奈半利方向的車輛外，其他列車均停靠在安藝方向月台[4]。

## 車站周邊
站前設有國道55號、道之驛田野站屋和便利店。車站步行5分鐘可到達較大型超級市場、家居中心、綜合醫院、公共設施等設施。此站最接近田TanoTano溫泉。
- 田野町公所
- 田野町立田野小學
- 田野町立田野中學
- 高知縣立中藝高等學校（日语：高知県立中芸高等学校）
- 田野郵局
- 中芸廣域體育館（日语：中芸広域体育館）

## 巴士路線
- 高知東部交通（日语：高知東部交通）
  - 安藝站、安藝營業所方向　（基本上每小時1班）
  - 經室戶岬前往室戶世界室戶世界地質公園中心（於室戶世界地質公園中心轉乘巴士前往甲浦方向）（伊半利站至甲浦站之間為阿佐線未建成區間） （基本上每小時1班）

- 田野町社區巴士「田野Kuru巴士」
  - 大野線 ※星期二、五服務
  - 北張線　※星期二、五服務
  - 土生岡線 ※星期三、六服務
  - 開循環線 ※星期三、六服務

## 相鄰車站
土佐黑潮鐵道
■後免·伊半利線
■快速A、■快速B、■普通
安田（GN23）－田野（GN22）－奈半利（GN21）

## 外部連結
- 土佐黑潮鐵道田野站
- GotoGotoWeb田野站介紹